# Teréz körúti lövöldözés
Az Teréz körúti lövöldözés (a sajtóban gyakran oktogoni mészárlás) 2000. július 4-én Budapesten, Terézvárosban elkövetett bűncselekmény.

## Az események
A Teréz körúton történt lövöldözést a paranoid személyiségzavarban szenvedő Bódi Zsolt követte el. 2000. július 4-én öngyilkosságra készülve magához vette illegálisan tartott fegyverét. Az Oktogon közelében egy padon ülve akart végezni magával, amikor három hangoskodó fiatalember jelenléte megzavarta. Ezután a Teréz körúti McDonald’s gyorsétterembe ment, ahol ismét meglátta a fiatalokat, s közülük kettőt – elmondása szerint egy belső hang hatására – körülbelül másfél méterről fejbelőtt. Ezután még két embert meglőtt, életveszélyes sérüléseket okozva. A két huszonéves a kórházban halt meg, a két túlélő közül egyikük jobb szemén véglegesen megvakult. Bódi Zsolt egyik áldozatát sem ismerte, tettére maga sem tudott észszerű magyarázatot adni az eljárás során. A fiatalember a lövések után néhány perccel a tetthelytől nem messze önként megadta magát a rendőröknek, az eljárás során beismerő vallomást tett, és rendre azt hangoztatta: megbánta tettét.

## Következmények
2003. február 13-án Bódit a Fővárosi Bíróság bűnösnek találta, és életfogytiglani fegyházbüntetésre ítélte azzal, hogy legkorábban 35 év letöltése után szabadulhat. Még azon év szeptember 30-án a Fővárosi Ítélőtábla tényleges életfogytiglani szabadságvesztésre súlyosította a büntetést. Jelenleg Bódi a Szegedi Fegyház és Börtön HSR-körletének lakója.
A lövöldözés után ismét felmerült a halálbüntetés visszaállításának kérdése, ez azonban azóta sem történt meg.